# Bernhardswald
Bernhardswald – miejscowość i gmina w Niemczech, w kraju związkowym Bawaria, w rejencji Górny Palatynat, w regionie Ratyzbona, w powiecie Ratyzbona. Leży w Lesie Bawarskim, około 15 km na północny wschód od Ratyzbony, przy drodze B16.

## Dzielnice
W skład gminy wchodzą następujące dzielnice:
- Bernhardswald
- Adlmannstein
- Hackenberg
- Erlbach
- Hauzendorf
- Kürn
- Lambertsneukirchen
- Lehen
- Lehenfelden
- Pettenreuth
- Samberg
- Wulkersdorf